# Сююрю-Кая (вершина в гірській групі Кара-Дагу)
Сююрю-Кая (з кримсько-татарського «гостра скеля») — вершина зубчастого гребеня входить у гірську групу Кара-Даг поблизу селища Коктебель.